# Barabás György (mikrobiológus)
Barabás György Zoltán (Lugos, 1933. április 20. – 2019. január 14. vagy előtte) magyar mikrobiológus, egyetemi tanár; a biológiai tudományok kandidátusa (1971), a biológiai tudományok doktora (1983).

## Életútja
1951-ben a debreceni Csokonai Vitéz Mihály Gimnáziumban érettségizett. 1956-ban a Kossuth Lajos Tudományegyetemen szerzett vegyész diplomát.
1956 és 1958 között a Debreceni Gyógyszergyárban dolgozott. 1958-ban került a Vályi-Nagy Tibor által vezetett Debreceni Orvostudományi Egyetem Gyógyszertani Intézetébe. Majd az ebből kivált Biológiai Intézetben folytatta, melynek jogutódja a Humángenetikai Tanszék volt az utolsó munkahelye. A biológiai tudományok kandidátusa (1971), a biológiai tudományok doktora (1983) volt. 1997-től egyetemi tanárnak nevezték ki. 1999–2002 között Széchenyi professzori ösztöndíjas volt.
Számos külföldi egyetemen dolgozott vendégprofesszorként. 1967–68-ban a kanadai Ottawai Egyetem, 1976-ban a Liège-i Egyetem, 1982–83-ban a Wisconsini Egyetem, 1983–84-ben a New York-i Rockefeller Egyetem, 1989-ben a Lausanne-i Szövetségi Egyetem, 1992 és 1996 között a Kuvaiti Egyetem vendégprofesszora volt.
Az MTA Általános Mikrobiológiai Bizottságának a tagja volt.
Kutatási területe a talajbaktérium Streptomycesek fiziológiája, antibiotikumtermelése és az olajszennyeződések bioremeditációja.
Közel száz közleménye jelent meg, és társszerzője volt két tudományos könyvnek.